# Mycalesis durga
Mycalesis durga är en fjärilsart som beskrevs av Smith och Kirby 1892. Mycalesis durga ingår i släktet Mycalesis och familjen praktfjärilar. Inga underarter finns listade i Catalogue of Life.